# Mickaël Pagis
Mickaël Pagis (* 17. August 1973 in Angers) ist ein ehemaliger französischer Fußballspieler. Zuletzt stand der Stürmer beim Ligue-1-Vertreter Stade Rennes unter Vertrag.

## Karriere
Pagis begann 1993 seine Karriere bei Stade Lavallois. Dort spielte er für zwei Spielzeiten, ehe er im Sommer 1995 für ein Jahr zu SO Châtellerault ausgeliehen wurde. Nach seiner Rückkehr blieb er wiederum für zwei Jahre bis 1998. Zur Saison 1998/99 wechselte er zum GFCO Ajaccio. Dort blieb er jedoch nur ein Jahr und unterzeichnete darauf bei Olympique Nîmes in der Ligue 2. Während der Saison 1999/2000 wurde er Torschützenkönig der zweiten Liga. Im Winter der Folgesaison verließ er den Verein wieder und schloss sich dem FC Sochaux an, wo er in 59 Spielen insgesamt elf Tore erzielte und den Aufstieg in die Ligue 1 feiern konnte. Er blieb dem Klub bis Sommer 2004 erhalten und wechselte anschließend für eineinhalb Jahre zu Racing Strasbourg. Dort konnte er durch 19 Tore ins 45 Spielen auf sich aufmerksam machen, eher der Mittelstürmer im Januar 2006 beim französischen Traditionsklub Olympique Marseille einen Vertrag unterschrieb. Die Marseiller überwiesen für Pagis insgesamt eine Million Euro nach Strasbourg. Im Mai 2007 stand er im Finale um den französischen Fußballpokal gegen seinen Ex-Klub FC Sochaux, welches, nach einem 2:2 nach Verlängerung, im Elfmeterschießen mit 4:5 verloren wurde.

## Erfolge

### Verein
- Aufstieg mit dem FC Sochaux von der Ligue 2 in die Ligue 1: 2003
- Französischer Vize-Pokalsieger mit Olympique Marseille: 2006, 2007
- Vize-Coupe de la Ligue Gewinner (französischer Ligapokal) mit Olympique Marseille: 2007
- Vize-Coupe de la Ligue Gewinner (französischer Ligapokal) mit FC Sochaux: 2004
- Französischer Vize-Meister mit Olympique Lyon: 2007

### Persönliche Erfolge
- Torschützenkönig der Ligue 2 (Olympique Nîmes): 2000